# استیو اوزلاک
استیو اوزلاک (انگلیسی: Steve Uzelac؛ زادهٔ ۱۲ مارس ۱۹۵۳) بازیکن فوتبال اهل بریتانیا است.
از باشگاه‌هایی که در آن بازی کرده‌است می‌توان به باشگاه فوتبال استوک‌پورت کانتی، باشگاه فوتبال پرستون نورث اند، باشگاه فوتبال دونکستر راورز، و باشگاه فوتبال منزفیلد تاون اشاره کرد.